# Степи (селище)
Степи (до 2024 року — Першотравневе) — селище в Україні, у Борівській селищній територіальній громаді Ізюмського району Харківської області.

## Географія
Селище Степи розташоване за 6 км від річки Жеребець, на початку урочища Староолександрівка. На відстані 2 км розташовані села Вишневе та Копанки.

## Історія
Село засноване у 1910 році як хутір Степи або хутір Грачини.
У 1931 році на хуторі було організовано радгосп ім. Постишева.
Райгазета „Ленінський шлях” у 1936 р. розповідала про радгосп: „Кілька років тому на теперішніх ланах нашої зернової фабрики де-не-де утопали у бур’янах окремі хутірці та куркульські хутори. На величезних просторах родючої землі плазували поодинці люди й конячки. Безлюдний був степ, що й говорити. Багата пророда не збагачувала людей. А тепер з’явився клуб, школа, роділка, контора, електрика. У гайку серед поля – табір для дітей”.
У 1935 році село було перейменоване на честь свята 1 Травня. 
12 червня 2020 року розпорядженням Кабінету Міністрів України Першотравнева сільська рада об'єднана з Борівською селищною громадою.
12 червня 2020 року, відповідно до Розпорядження Кабінету Міністрів України № 725-р «Про визначення адміністративних центрів та затвердження територій територіальних громад Харківської області», увійшло до складу Борівської селищної громади.
19 липня 2020 року, в результаті адміністративно-територіальної реформи та ліквідації Борівського району, увійшло до складу Ізюмського району Харківської області.
19 вересня 2024 року Верховна Рада підтримала перейменування села Першотравневе на Степи. 26 вересня 2024 року перейменування набуло чинності.

## Економіка
В селищі діє молочно-товарна і птахо-товарна ферми.

## Релігія
- Церква Почаївської Ікони Божої Матері.

## Відома особа
- Шутько Єгор Йосипович — В Герой Радянського Союзу, мешканець села